# Holothuria tortonesei
Holothuria tortonesei is een zeekomkommer uit de familie Holothuriidae.
De wetenschappelijke naam van de soort werd in 1979 gepubliceerd door Gustave Cherbonnier.